# Pridraga
Pridraga är en ort i Kroatien.   Den ligger i länet Zadars län, i den södra delen av landet, 190 km söder om huvudstaden Zagreb. Pridraga ligger 85 meter över havet och antalet invånare är 1 478.
Terrängen runt Pridraga är kuperad åt nordost, men åt sydväst är den platt. Havet är nära Pridraga åt nordväst. Runt Pridraga är det glesbefolkat, med 10 invånare per kvadratkilometer. Närmaste större samhälle är Benkovac, 15,1 km söder om Pridraga. Trakten runt Pridraga består till största delen av jordbruksmark.